# Bolgart
Bolgart är en ort i Australien. Den ligger i kommunen Victoria Plains och delstaten Western Australia, omkring 97 kilometer nordost om delstatshuvudstaden Perth.
Runt Bolgart är det mycket glesbefolkat, med 2 invånare per kvadratkilometer.. Bolgart är det största samhället i trakten. 
Trakten runt Bolgart består till största delen av jordbruksmark. Genomsnittlig årsnederbörd är 542 millimeter. Den regnigaste månaden är september, med i genomsnitt 85 mm nederbörd, och den torraste är december, med 13 mm nederbörd.